# Cirrhilabrus bathyphilus
Cirrhilabrus bathyphilus är en fiskart som beskrevs av Randall och Nagareda 2002. Cirrhilabrus bathyphilus ingår i släktet Cirrhilabrus och familjen läppfiskar. IUCN kategoriserar arten globalt som livskraftig. Inga underarter finns listade i Catalogue of Life.